# Якби це сталося інакше
Якби все сталося інакше (англ. If It Had Happened Otherwise; ISBN 028397821X) — збірка есе 1931 року, відредагована Сером Джоном Коллінгсом Сквайром і опублікована Longmans, Green. Кожне есе в збірці можна вважати альтернативною історією як фантастичним жанром або альтернативною історією як історичним напрямом, кілька написаних провідними істориками того періоду та одне Вінстоном Черчіллем.

## Нариси
Оригінальне видання включало такі есе:
- «Якби візок Друе застряг» Гілер Беллок: у точці розбіжності в 1791 році втеча до Варенна була успішною, і Перша коаліція виграла битву при Вальмі, повернувши Людовіка XVI на французький престол як маріонетка Британської імперії. Франція стає бідною, відсталою нацією, зрештою вступаючи в Першу світову війну, яка відбувається на кілька років пізніше, ніж насправді, і закінчується перемогою все ще існуючої Священної Римської імперії.
- «Якби дон Джон Австрійський одружився з Марією, королевою Шотландії» Г. К. Честертона[2]
- «Якби Лі НЕ виграв битву під Геттісбергом» Вінстон Черчілль: це есе написано з точки зору історика у світі, де армія Конфедерації виграла битву під Геттісбергом і громадянську війну, і оповідач часто запитує, що було б відбулося, якби ця подія не відбулася. Есе — це вправа контрфактологічної іронії. Попри те, що Конфедерація досягає незалежності, Британська імперія стає посередником між Сполученими Штатами та КША, що призвело до остаточного об'єднання всіх трьох у «Англомовну асоціацію», що запобігло Першій світовій війні.[3][4]
- «Якби Наполеон утік до Америки» Гела Фішера: Наполеон Бонапарт, тікаючи від битви при Ватерлоо, уникає капітуляції перед Британською імперією та ловить корабель, що пливе до Нью-Йорка. Есе написано з точки зору нью-йоркського вченого, який стає особистим помічником колишнього імператора Франції. Наполеон подорожує на південь, щоб разом із Сімоном Боліваром звільнити більшу частину Центральної та Південної Америки від панування Іспанії та Португалії.
- «Якби маври в Іспанії перемогли» Філіпа Ґедалла: ісламська Гранада виживає як окрема політична одиниця, послаблюючи Іспанію з кінця XV століття, але призводячи до ліберального гуманістичного типу ісламу, прийняття конституційної монархії та участі Іспанії на боці Центральних держав під час Першої світової війни проти Гранади та держав Антанти.
- «Якби загальний страйк вдався» Рональда Нокса: це есе у формі статті з The Times 1931 року, яка описує Велику Британію під комуністичним правлінням.
- «Якби імператор Фрідріх не хворів на рак» Еміля Людвіга: Кайзер Фрідріх III пережив 1888 рік і разом зі своєю дружиною, імператрицею Вікторією, править ліберальною гуманістичною Німецькою імперією, де їхній син Кайзер Вільгельм II ніколи не піддається мілітаризму через тривалий час — довготермінові доброякісні наслідки цього сценарію, що призвело до того, що 1914 рік став мирним роком.
- «Якби Людовик XVI мав бодай атом стійкості» Андре Моруа: як і в нарисі Ілера Беллока вище, основна історія передбачає, що Людовик XVI запобіг своїй смерті 1793 року під час Французької революції, але точка розбіжності відбувається скоріше в 1770-х роках, ніж 1791 р., і веде до більш оптимістичного результату. У кадровій історії нещодавно померлого історика супроводжує ангел до великої бібліотеки на Небесах, де він читає книги з історії можливих світів, які не існували. Його увагу привернула книга, на обкладинці якої зазначено, що Людовик XVI правив Францією 46 років і помер від хвороби легенів у 1820 році. У головній історії молодий король, невдовзі після приходу до влади в середині 1770-х років, заздалегідь проводить необхідні фінансові та конституційні реформи, які запобігають необхідності революції, що призвело до виживання Франції як конституційної монархії у ХХ столітті. Людовик відмовляється спонсорувати Американську революцію і згодом укладає союз з Великою Британією; Сполучені Штати ніколи не існували, але Тринадцять колоній отримали від британського парламенту бажане представництво, тож Америка, що розширюється, ефективно контролює Британію. 1790-ті та 1800-ті роки були відносно мирними десятиліттями для Європи, і всі країни жили довго та щасливо.
- «Якби Байрон став королем Греції» Гарольда Ніколсона. Веселий поет і драматург одужує від хвороби 1824 року, стає головним військовим стратегом у Війні за незалежність Греції проти Османської імперії та в 1830-х роках обраний першим монархом нової нації. В історії він згадується як Георг I Грецький, ім'я, яке насправді було дано іншому монарху 30 років потому.
- «Якби в 1930 році було виявлено, що Бекон справді писав Шекспіра» Дж. К. Сквайра. Це не справжня альтернативна історія, це комічний фарс, у якому культурні потрясіння, дії швидкого мислення під час ребрендингу туристичних пам'яток і додавання нових сленгових термінів до англійської мови відбуваються, коли хтось знаходить коробку з документами XVII століття, які доводять, що п'єси загалом Твори, які вважаються написаними Вільямом Шекспіром, насправді були написані сером Френсісом Беконом.
- «Якби Бут пропустив Лінкольна» Мілтона Волдмана: 14 квітня 1865 року у театрі Форда пістолет Бута не вистрілив, тому він не зміг убити Лінкольна. Згодом його поміщають у божевільню. Лінкольна звинувачують у неправильному управлінні нещодавно закінченою громадянською війною, і між Лінкольном і ворожим Конгресом Сполучених Штатів постійно виникають суперечки. Перш ніж Конгрес встигне імпічментувати його в 1867 році, Лінкольн помирає, дискредитований і засуджений як марнотратний розпалювач війни. Роль Лінкольна в цій історії схожа на роль його наступника Ендрю Джонсона в реальній історії.

## Перероблене видання
Переглянуте видання з альтернативною назвою «Якби: або, Переписана історія» також було випущено американською Viking Press у 1931 році, видаливши есе про Загальний страйк і додавши одне нове есе разом із передруками двох старіших, але раніше не зібраних:
- «Якби голландці втримали Новий Амстердам», Гендрік Віллем ван Лонн.
- «Якщо: Якобітська фантазія» Чарльза Петрі (1926): Карл Едвард Стюарт («Бонні Принц Чарлі») перемагає в битві при Каллодені в 1745 році, що призвело до вигнання Георга II Великобританського до його батьківщини в Ганновері, Німеччина. «Старий претендент» (Джеймс Френсіс Едвард Стюарт) з династії Стюартів повернувся на британський престол як «Яків III Англійський і VIII Шотландський», але виявився примирливим з точки зору релігії та уряду, і є великим покровителем мистецтв і розваг. Коли «Чарлі» змінив свого батька на посаді Карла III у 1766 році, його спритні дипломатичні навички запобігли американській революції, розділивши свою неприязнь до Палати громад з американською інтелігенцією. Генріх Бенедикт Стюарт, який у цей час не став католицьким священником, а натомість одружився та мав спадкоємця, змінив свого бездітного брата в 1788 році як «Генріх IX Англійський і І Шотландський», правлячи до своєї смерті в 1807 році. У 1920-х роках його нащадок править як «Яків VI Англійський та XI Шотландський».[5]
- «Якби Наполеон виграв битву при Ватерлоо» Дж. М. Тревельяна (1907): після титульної події виснажена, деморалізована Британська імперія стає реакційною диктатурою, охопленою політичною нестабільністю та суворою цензурою, яка пригнічує більшу частину англійського романтизму. Франція керує більшою частиною Європи, і Наполеон зрештою помирає природною смертю в 1836 році, до того часу він уже дещо старів через тугу, будучи непристосованим до життя в мирному світі.[6]